# Mairie de Kristinestad
La mairie de Kristinestad (suédois : Kristinestads stadshus) est un bâtiment situé à Kristinestad en Finlande.

## Histoire
La mairie de Kristinestadest conçue par Ernst Bernhard Lohrmann en 1858 et construite en 1865.
Le bâtiment en pierre a un étage et une tour.
La Direction des musées de Finlande a classé le bâtiment parmi les sites culturels construits d'intérêt national,.